# 安德魯·垂鳩
安德魯·垂鳩，OAM（英語：Andrew Tridgell，1967年2月28日—），暱稱垂居（Tridge），澳洲籍的電腦程式設計師，以創造Samba檔案伺服器以及rsync演算法著稱。

## 生平
於澳洲國立大學取得電腦科學博士。其博士論文研究主題最早為語音辨識，但並未完成。在準備博士論文期間，與保羅·麥可拉斯（Paul Mackerras）共同開發了rsync程式，同時，以他開發出來rsync使用的演算法作為博士論文主題，順利取得學位。

## 外部連結
- Andrew Tridgell個人網頁 （页面存档备份，存于）